# Eventyret om dansk film
Eventyret om dansk film er en dansk dokumentarserie i 18 afsnit fra 1996 instrueret af Svend Aage Lorentz.

## Afsnit
| #  | Titel                                            | Første sendedag |
| -- | ------------------------------------------------ | --------------- |
| 1  | "Filmen kommer til Danmark (1896-1909)"          |                 |
| 2  | "Kunsten og pengene (1909-1913)"                 |                 |
| 3  | "Danske filmstjerner og kometer (1913-1923)"     |                 |
| 4  | "Fra stumfilm til tonefilm (1923-1932)"          |                 |
| 5  | "Musik skal der til (1932-1934)"                 |                 |
| 6  | "Festligt, folkeligt og fornøjeligt (1934-1937)" |                 |
| 7  | "Tonefilm i voksealderen (1937-1939)"            |                 |
| 8  | "Alt udsolgt (1939-1941)"                        |                 |
| 9  | "Lyspunkter under besættelsen (1941-1944)"       |                 |
| 10 | "Fremgang for filmkunsten (1944-1949)"           |                 |
| 11 | "Folkelighed og film (1950-1953)"                |                 |
| 12 | "Vejen til publikum (1953-1956)"                 |                 |
| 13 | "Sort/hvid eller farve (1956-1959)"              |                 |
| 14 | "Filmbølger (1959-1962)"                         |                 |
| 15 | "Fjernsyn og biografkrise (1961-1965)"           |                 |
| 16 | "I lyset af en filmlov (1965-1966)"              |                 |
| 17 | "Olsen-banden og de andre (1967-1970)"           |                 |
| 18 | "Nye perspektiver (1970-1987)"                   |                 |